# Cuale
Cuale är ett vattendrag i Angola.   Det ligger i provinsen Uíge, i den norra delen av landet, 400 kilometer öster om huvudstaden Luanda.
I omgivningarna runt Cuale växer huvudsakligen savannskog. Runt Cuale är det glesbefolkat, med 16 invånare per kvadratkilometer.